# Gabriel Gilbert
Pour les articles homonymes, voir Gilbert.
Gabriel Gilbert, né vers 1620 et mort vers 1680, est un poète et auteur dramatique français.

## Biographie
Il fut secrétaire de la duchesse de Rohan et secrétaire des commandements de la reine Christine de Suède en 1656.
Il est notamment l'auteur de tragi-comédies et de tragédies, dont Marguerite de France, Téléphonte, Rodogune, Sémiramis, Hippolyte ou le Garçon insensible, Les Amours de Diane et d'Endymion (1681) en collaboration avec Marc-Antoine Charpentier qui compose la musique.

## Publications
- Marguerite de France, tragi-comédie, 1641 Texte en ligne
- Téléphonte, tragi-comédie en cinq actes en vers, 1642 Texte en ligne
- Rodogune, tragi-comédie, 1646 Texte en ligne
- Hypolite, ou le Garçon insensible, tragédie, 1646 Texte en ligne
- Sémiramis, tragédie, 1647 Texte en ligne
- Panégyrique des dames, dédié à Mademoiselle, 1650
- L'Art de plaire, 1656
- Chresphonte, ou le Retour des Héraclides dans le Péloponèse, tragi-comédie, 1659
- Ode à son Eminence, 1659
- Arie et Petus, ou les Amours de Néron, tragédie, 1660
- Les Poésies diverses de M. Gilbert, 1661
- Les Amours d'Ovide pastorale héroïque, 1663
- Les Amours d'Angélique et de Médor, tragi-comédie, 1664
- Les Intrigues amoureuses, comédie, 1667
- Le Courtisan parfait, tragi-comédie,1668
- Les Peines et les Plaisirs de l'amour, pastorale, représentée à l'Académie royale de musique, 1672
- Les Psaumes en vers français, 1680
- Les Amours de Diane et d'Endimion, tragédie, 1681 Texte en ligne